# تحطم طائرة إيلوشين إي إل-76 للقوات الجوية السوفيتية عام 1988
تحطم طائرة إيلوشين إي إل-76 للقوات الجوية السوفيتية عام 1988 وقع في 11 ديسمبر، عندما حاولت الطائرة المشاركة في جهود الإغاثة بعد زلزال أرمينيا الهبوط في لينينكان، وتصادمت بجانب جبل، مما أسفر عن مقتل 77 من أصل 78 شخصًا على متنها. ويُعد هذا الحادث أسوأ كارثة جوية في تاريخ أرمينيا حتى الآن.

## الطائرة
كانت الطائرة تبلغ من العمر عشر سنوات وقت الحادث، حيث أقلعت لأول مرة عام 1978. كان الركاب من أفراد القوات المسلحة السوفيتية، منهم 50 أذربيجانيًا، 13 ليزغينيًا، 11 روسيًا، 2 تاتار، 1 أرمني و1 يهودي. أما الطاقم التسعة فكانوا روسًا. وكان من بين الركاب 69 جنديًا شابًا مكلفين بالمساعدة في جهود الإغاثة بعد الزلزال.

## الحادث
شاركت الطائرة في جهود الإغاثة بعد زلزال سبیتاك في 7 ديسمبر، حيث نقلت أفرادًا عسكريين ومعدات لمساعدة المتضررين. أقلعت من مطار باكو بينا الدولي في أذربيجان متجهة إلى مطار لينينكان في أرمينيا. وصلت الطائرة إلى المجال الجوي لمطار لينينكان في الساعة 06:10 بتوقيت موسكو، بعد 56 دقيقة من الإقلاع، وبدأت بالهبوط من ارتفاع 5300 متر بناءً على تعليمات مراقبة الحركة الجوية. أثناء الهبوط، اصطدمت الطائرة بجانب جبل،مما أدى إلى مقتل جميع أفراد الطاقم التسعة و68 من أصل 69 راكبًا. نجا راكب واحد فقط، كان نائمًا في شاحنة كاماز محملة بالمراتب في مؤخرة الطائرة.

## سبب الحادث
بعد يوم من الحادث، ادعى متحدث أرمني أن الطائرة تحطمت بعد اصطدامها بمروحية أثناء الاقتراب من المطار، لكن وكالات الأنباء نفت هذا الادعاء. كما ظهرت تكهنات بأنها أُسقطت بواسطة الأرمن. في النهاية، نُسب سبب الحادث إلى ضبط غير صحيح لمقياس الارتفاع من قبل طاقم الطائرة، مما أدى إلى قراءة ارتفاع خاطئة تزيد بمقدار 1100 متر (3600 قدم) عن الارتفاع الفعلي. كان مقياس الارتفاع يشير إلى ارتفاع 1425 مترًا (4675 قدمًا) عند وقت الاصطدام. كما تم ذكر تعب الطاقم كعامل مساهم في الحادث، حيث لم يحصل الطاقم على فترة راحة كافية بعد تنفيذ عدة رحلات إغاثة في اليوم السابق.[بحاجة لمصدر]